# Nátrium-glutamát
| Nátrium-glutamát                                                                                                |                                                  |
| |                                                  |
| |                                                  |
| \| \| \| |                                                  |
| |                                                  |
| IUPAC-név | nátrium-[(2S)-2-amino-5-hidroxi-5-oxo-pentanoát] |
| Más nevek | mononátrium-glutamát, MSG, E621                  |
| Kémiai azonosítók                                                                                               |                                                  |
| CAS-szám | 142-47-2                                         |
| PubChem | 85314                                            |
| ChemSpider | 76943                                            |
| EINECS-szám | 205-538-1                                        |
| ChEBI | 64243                                            |
| RTECS szám | MA1578000                                        |
| SMILES | C(CC(=O)O)C(C(=O)O-)N.[Na+]                      |
| InChIKey | LPUQAYUQRXPFSQ-DFWYDOINSA-M                      |
| Beilstein | 17456768                                         |
| UNII | C3C196L9FG                                       |
| ChEMBL | CHEMBL2107256                                    |
| Kémiai és fizikai tulajdonságok                                                                                 |                                                  |
| Kémiai képlet                                                                                                   | C5H8NNaO4                                        |
| Moláris tömeg                                                                                                   | 169,111 g/mol                                    |
| Megjelenés | fehér, kristályos por                            |
| Olvadáspont | 225℃                                             |
| Oldhatóság (vízben)                                                                                             | erősen vízoldékony                               |
| Ha másként nem jelöljük, az adatok az anyag standardállapotára (100 kPa) és 25 °C-os hőmérsékletre vonatkoznak. |                                                  |
| |                                                  |

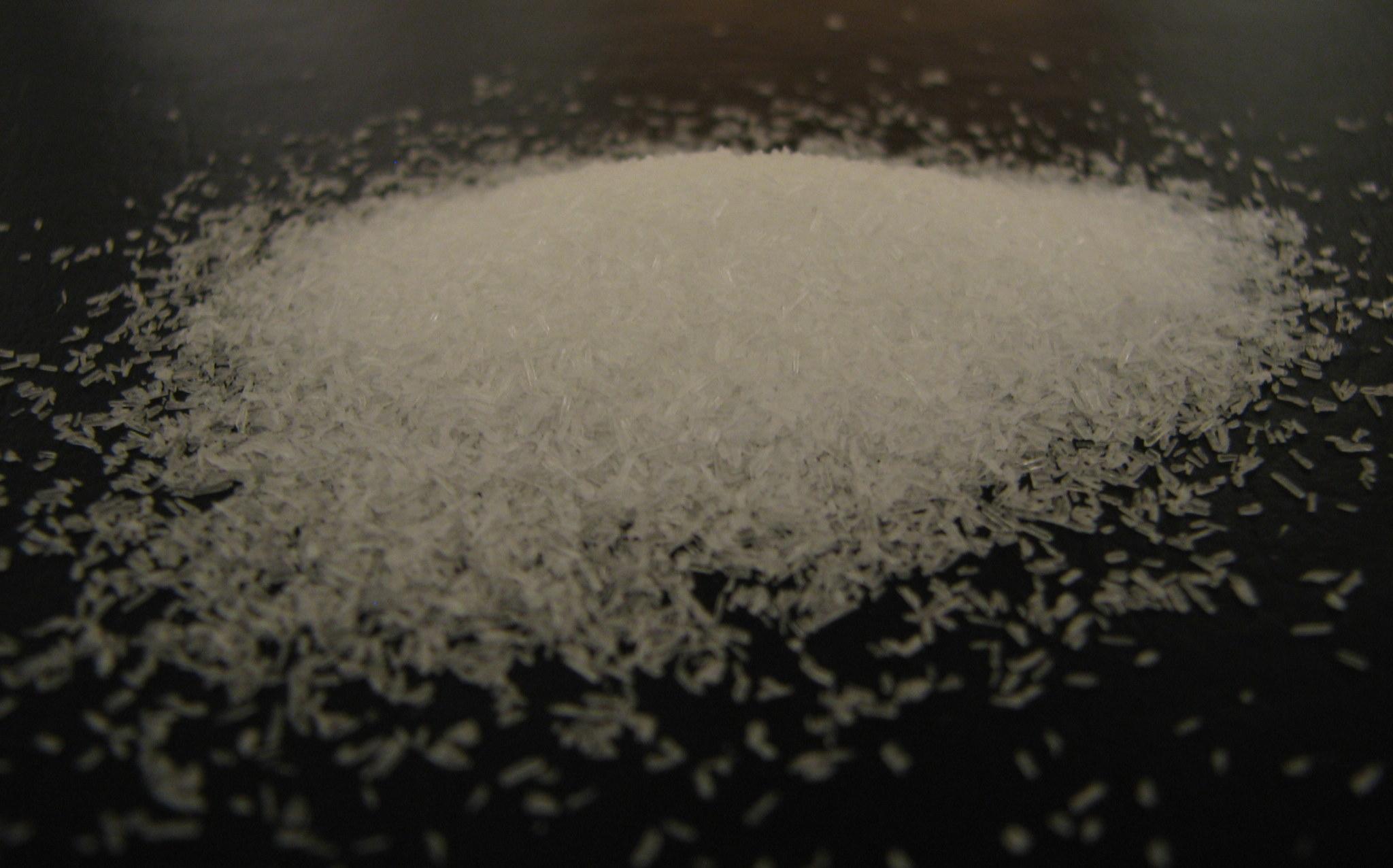
Kristályos MSG

A nátrium-glutamát (más néven MSG, mononátrium-glutamát vagy E621) a glutaminsav nátriummal alkotott sója. Az egyik legáltalánosabban alkalmazott élelmiszer-adalékanyag.
Bár a hagyományos ázsiai (japán) konyha már régóta ízfokozóként alkalmazza[forrás?] a kombu használatával, először csak 1908-ban izolálták. Tiszta állapotban fehér, kristályos port alkot, vízben vagy nyálban igen gyorsan oldódik, nátrium kationra és glutamát anionra válik szét (a glutamát a glutaminsav anionja). Jellegzetes, umami íze van.

## Kémiai tulajdonságok
Szobahőmérsékleten és légköri nyomáson szilárd vegyület, de erős oxidálószerekkel reakcióba lép. A nátrium-glutamát királis vegyület, két enantiomerje létezik, de ízfokozóként csak a természetben is előforduló L-glutamát változatot alkalmazzák.

## Gazdasági vonatkozások
A nátrium-glutamátot nagy mennyiségben általában keményítőből, cukornádból, cukorrépából vagy melaszból, erjesztés útján állítják elő. Évente körülbelül 1,5 millió (2001) tonnát használnak fel belőle.

## Élelmiszeripari felhasználása
Rendkívül széles körben alkalmazott ízfokozó. Legnagyobb mennyiségben hústartalmú vagy húsízű élelmiszerekben fordulhat elő, de más ízek kiemelésére, erősítésére is alkalmazzák. Előfordulhat leveskockákban, salátákban, felvágottakban, pácolt húsokban, chipsekben, fűszerkeverékekben. Ízfokozóként kizárólag a természetben is megtalálható L-glutamát enantiomer alkalmazható, ugyanis a másik változat nem ízfokozó tulajdonságú. Számos élelmiszerben (például szójaszósz, Vegemite, paradicsom, sajtok, algák) természetes úton fordul elő.

## Egészségügyi hatások
Számos forrás mellékhatásokról számol be, többek között az arra érzékenyeknél nyaki és hátfájást, gyengeséget, fejfájást, szapora szívdobogást okozhat, valamint némely forrás az egyik legveszélyesebb adalékanyagként említi, ugyanakkor az itt hivatkozott tudományos vizsgálatok a fogyasztói tapasztalatokkal ellentétben nem mutattak semmiféle káros mellékhatást. Tizenkét hetesnél fiatalabb csecsemők esetében fogyasztása nem ajánlott. Napi maximum beviteli mennyisége nincs meghatározva.